# Kodigenahalli
Kodigenahalli (o Kodiganballi) è una suddivisione dell'India, classificata come census town, di 5.448 abitanti, situata nel distretto di Bangalore Rurale, nello stato federato del Karnataka. In base al numero di abitanti la città rientra nella classe V (da 5.000 a 9.999 persone).

## Geografia fisica
La città è situata a 13° 43' 12 N e 77° 23' 25 E e ha un'altitudine di 667 m s.l.m..

## Società

### Evoluzione demografica
Al censimento del 2001 la popolazione di Kodigenahalli assommava a 5.448 persone, delle quali 2.791 maschi e 2.657 femmine. I bambini di età inferiore o uguale ai sei anni assommavano a 827, dei quali 416 maschi e 411 femmine. Infine, coloro che erano in grado di saper almeno leggere e scrivere erano 2.588, dei quali 1.532 maschi e 1.056 femmine.